# Tekuća vrpca
Tekuća vrpca je vrsta prenosila kontinuirane dobave (konvejera) za neprekidno prenošenje tereta po određenoj putanji na razmjerno male udaljenosti. Tekuća vrpca je također način organizacije industrijske proizvodnje serijskih proizvoda, na primjer automobila, traktora, elektromotora, elektroničkih sklopova i drugog. Pri takvoj se organizaciji proizvodni proces ili njegov dio (na primjer montaža) dijeli na pojedine operacije ili skupinu operacija približno jednakoga vremenskoga trajanja. Svaku operaciju na predviđenom radnom mjestu obavlja uvježbani radnik (kadšto zamijenjen robotom ili drugim automatiziranim strojem), opremljen alatima i materijalom, a tekuća vrpca prenosi proizvod od jednoga radnog mjesta do drugoga. Njezina konstrukcija u mnogome ovisi o proizvodu i zahtjevima procesa, pa može biti od najjednostavnijega niza prijenosnih (transportnih) valjaka (kotrljača) ili beskonačne vrpce (pokretna traka), do najsloženijih okretnih postolja. Kretanje vrpce može biti neprekidno stalnom brzinom, koja dopušta obavljanje pojedinih kraćih operacija pri gibanju proizvoda, ili isprekidano (taktno), što je najčešće kod montaže. 
U automatiziranim proizvodnim procesima tekuća vrpca danas je nezaobilazan dio postrojenja. Prednosti su takve proizvodnje smanjenje troškova i vremena proizvodnje, mogućnost kontrole nakon bilo koje operacije, mogućnost uključivanja automata i robota u pojedine operacije te potpune automatizacije proizvodnje. Nedostatci su zastoji cijeloga procesa proizvodnje kada dođe do nepredviđenoga prekida rada u nekom od koraka (na primjer kvar na jednom od radnih strojeva), veliki troškovi početnih ulaganja, monotonija ljudskoga rada na pojedinim radnim mjestima i drugo.

## Povijest
Prvi patent za tekuću vrpcu prijavio je 1790. američki izumitelj Oliver Evans (1755. – 1819.). Od 1870. rad na tekućoj vrpci počeo se primjenjivati u velikim klaonicama u Chicagu, a značajniju je industrijsku primjenu dobio 1913., kada ga je H. Ford uveo u svoju tvornicu automobila, što se općenito smatra prekretnicom prema suvremenoj industrijskoj proizvodnji.

## Kružno viseće prenosilo
Kružna viseća prenosila spadaju među najvažnija prenosila komadne robe unutrašnjeg prijenosa. Beskonačni lanac vuče ovjesna kolica s teretom, i to u bilo kojem smjeru u prostoru te u zavojima u vodoravnoj i okomitoj ravnini. Ovjesna se kolica kreću po donjoj prirubnici nosača u obliku slova I ili po tračnici nekog drugog oblika. Tračnice su pričvršćene na krovnoj konstrukciji, na stropu tvorničkih hala ili skladišta, a za veoma teške terete na posebnim stupovima. 
Teret se uvijek prenosi zavješen. Duljina kružnog visećeg prijenosa ovisi samo o dopuštenoj vučnoj sili vučnog sredstva (na primjer lanca) i o broju raspoloživih pogonskih mehanizama. U industrijskim pogonima obično su dugi od 100 do 500 metara, a rijetki su kružna viseća prenosila dulji od 1 000 metara. Visina im dobave iznosi do 30 metara. Najviše kružnih visećih prenosila građeno je za nosivost ovjesnih kolica tereta do 200 kilograma. Ako se prenosi neki veći komad (na primjer automobilska karoserija), upotrebljava se više ovjesnih kolica. 
Brzina kružnih visećih prenosila iznosi od 0,05 do 0,5 m/s, a maseni protok do 200, pa čak i 300 t/h.
U osnovi postoje dvije vrste kružnih visećih prenosila: jednotračni i dvotračni.

### Jednotračna kružna viseća prenosila
Jednotračna kružna viseća prenosila imaju ovjesna kolica čvrsto povezana s vučnim lancem, pa zajedno s nosačem tereta i korisnim teretom nose i vučni lanac. S takvim ovjesnim kolicima može se učiniti samo jedna zatvorena linija prenosila.
Vučno sredstvo za jednotračna kružna viseća prenosila trebalo bi da bude gibljivije pa bi čelično uže bilo idealno, ali postoje teškoće u njegovu povezivanju. Zato se čelično uže primjenjuje samo za prenosila lake izvedbe i kad se zahtijeva miran pogon. Što se tiče gibljivosti, kolutni su lanci slični užetima, pa se zbog toga ugrađuju u jednotračna kružna viseća prenosila. Osim lanaca s tuljkom razvijeni su za takva prenosila lanci s dobrom prostornom gibljivosti kao na primjer rastavljivi kovani lanci, to jest prostorno gibljivi lanci sa svornjakom. 
Položaj i broj pogonskih mehanizama (pogonskih stanica) ovisi o liniji vođenja prenosila i o dopuštenoj vučnoj sili lanca. Kraća su prenosila najčešće opremljeni kutnim pogonskim mehanizmima. Na duljim ravnim linijama uvrštavaju se i pogonski mehanizmi s kratkim povlačnim lancem koji kružeći pokreće lanac prenosila. Pogonska snaga za jednotračna kružna viseća prenosila nije velika, pa uz brzinu od 0,05 do 0,25 m/s iznosi od 0,7 do 1,1 kW za svakih 100 m duljine prijenosa materijala. 
Utovar materijala na jednotračno kružno viseće prenosilo obavlja se ručno ili automatski. 
Istovar je redovno automatski. Postoji više mogućnosti istovara: na primjer da nosač tereta udari u graničnik koji zakrene nosač tereta, pa teret padne na kliznicu kojom se dalje prenosi; da teret udari u graničnik koji ga svuče s nosača tereta; da teret nasjedne na trakasto prenosilo i oslobodi se nosača tereta. Za veća postrojenja s više istovarnih mjesta može se već pri utovaru odrediti cilj robe, pa se roba pomoću automatskog upravljačkog uređaja kreće prema tom cilju. Na taj način je kliznica aktivirana upravljačkim sustavom zaustavlja nosač tereta, naginje ga i time omogućuje da teret sklizne na trakasto prenosilo. Tipična linija jednotračnog kružnog visećeg prenosila prikazan je na slici.
Jednotračna kružna viseća prenosila općenito se upotrebljavaju za dovoz i odvoz dijelova u industrijskoj tekućoj proizvodnji, ali u njoj mogu služiti i kao pokretna međuskladišta. U velikim skladištima često služe za raspodjelu i sakupljanje skladišnog materijala. Imaju i ulogu prolaznih prenosila, prenoseći materijal kroz kabine, tunelske peći, prostore za sušenje ili hlađenje i slično.
Maseni protok za jednotračna kružna viseća prenosila dobiva se iz izraza:
{\displaystyle I_{m}={\frac {m}{t_{k}}}\cdot v}
gdje je: m - masa komadne robe na nosaču tereta, tk - razmak između nosača tereta, odnosno komada robe, a v - brzina kretanja prenosila. Do protoka komada dolazi se izrazom:
{\displaystyle I_{k}={\frac {v}{t_{k}}}}

### Dvotračna kružna viseća prenosila
Dvotračna kružna viseća prenosila imaju na jednoj tračnici ovjesna kolica za vučni lanac, a na drugoj ovjesna kolica za teret. Vučni se lanac neprestano kreće uokrug, a ovjesna se kolica tereta pomoću preklopnih hvatača spajaju s vučnim lancem ili se od njega odvajaju. Tako se ovjesna kolica tereta mogu preko skretnice odvesti na tračnice bez pogonskog uređaja, ili na tračnice s padom ako se želi da se teret po njima i dalje sam kreće. Dvotračna kružna viseća prenosila razvijena su za složenije prenosne zadatke, jer dvotračni sustav omogućuje mnogo mogućnosti u vođenju tračnica i u upotrebi prenosila.

### Slike
|                                                   |                                               | | |
| Skica pogonskog mehanizma pomoću povlačnog lanca. | Automatski utovar na kružno viseće prenosilo. | Automatski istovar kružnoga visećeg prenosila: a) odlaganjem na pokretnu traku, b) klizanjem tereta na pokretnu traku; 1.) nosač tereta, 2.) naprava za postavljanje cilja, 3.) granična sklopka za pokretanje kliznice, 4.) zračni (pneumatski) cilindar za podizanje kliznice, 5.) kliznica, 6.) pokretna traka. | Tipične linije kružnoga visećeg prenosila: a.) jednotračno kružno viseće prenosilo, b.) dvotračno kružno viseće prenosilo u ljevaonici (kruženje ljevačkih lonaca); 1.) utovar, 2.) pruga za hlađenje, 3.) kabine za čišćenje, pjeskarenje, 4.) pogonski mehanizam, 5. natezni uređaj, 6.) istovar, 7.) pruga predgrijavanja, 8.) mjesto punjenja, 9.) pruge za lijevanje, 10.) pruge za popravak, 11.) pruga za odlaganje. Puna linija označuje prugu s pogonom, a linija točka-crta prugu bez pogona. |